# Tsukamurella asaccharolytica
Tsukamurella asaccharolytica es una especie de  bacteria grampositiva del género Tsukamurella. Fue descrita en el año 2020. Su etimología se refiere a que no degrada azúcares. Es aerobia, inmóvil, catalasa positiva y oxidasa negativa. Crece en agar sangre con un color anaranjado, con colonias secas e irregulares. También muestra crecimiento en agar infusión cerebro corazón, TSA, agar chocolate y MacConkey. Temperatura de crecimiento óptima a 37 °C, pero no crece a 10 °C ni a 42 °C. Fue aislada a partir de un hemocultivo de un paciente con linfoma en Hong Kong, por lo que puede causar bacteriemia. 